# Ảnh hưởng của đại dịch COVID-19 đối với khoa học và công nghệ
Đại dịch COVID-19 đã ảnh hưởng đến nhiều tổ chức khoa học trên toàn thế giới, dẫn đến giảm năng suất trong một số lĩnh vực và chương trình. Tuy nhiên, ảnh hưởng của đại dịch đã dẫn đến việc mở ra một số hướng tài trợ nghiên cứu mới trong các cơ quan chính phủ trên thế giới.

## Khoa học

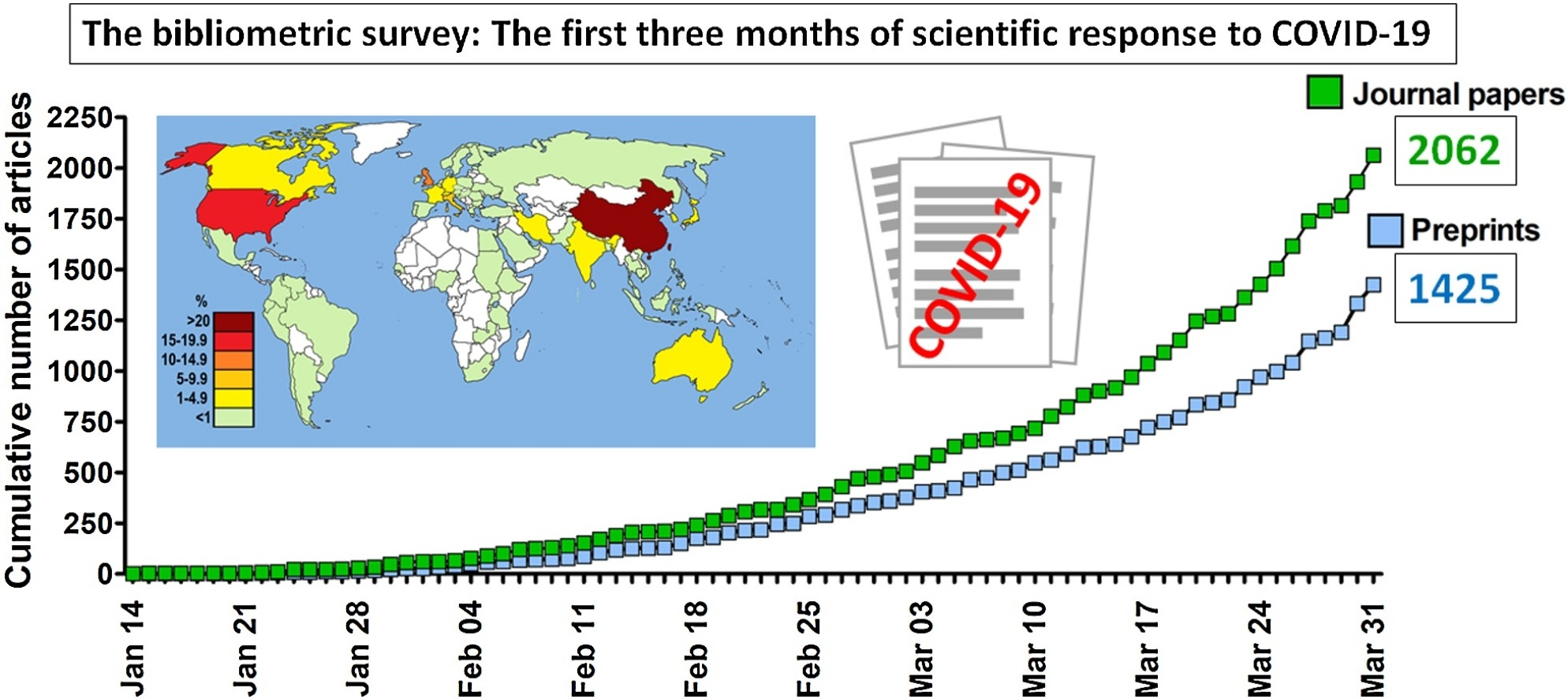
Tổng quan các ấn phẩm học thuật về COVID-19 và đại dịch trong ba tháng đầu năm 2020

Do đại dịch COVID-19, các hình thức liên lạc khoa học mới và cải tiến đã xuất hiện. Một ví dụ sẽ là lượng dữ liệu được phát hành trên các máy chủ in sẵn và cách nó được xem xét trên các nền tảng truyền thông xã hội trước khi tham gia đánh giá ngang hàng chính thức. Các nhà khoa học đang xem xét, chỉnh sửa, phân tích và xuất bản các bản thảo và dữ liệu một cách nhanh chóng hơn. Sự giao tiếp cao độ này có thể đã cho phép các nhà khoa học xảy ra mức độ hợp tác và hiệu quả bất thường. Francis Collins lưu ý rằng mặc dù ông không thấy nghiên cứu tiến triển nhanh hơn, nhưng tốc độ nghiên cứu "vẫn có thể cảm thấy chậm" trong một trận đại dịch. Mô hình điển hình cho nghiên cứu được coi là quá chậm so với "mức độ khẩn cấp của mối đe dọa coronavirus".

### Tổ chức Y tế Thế giới
Vào ngày 4 tháng 5 năm 2020, Tổ chức Y tế Thế giới (WHO) đã tổ chức một cuộc quyên góp qua mạng, thu được 8 tỷ đô la Mỹ từ bốn mươi quốc gia để hỗ trợ sự phát triển nhanh chóng của vắc xin COVID-19. WHO cũng đã thông báo về việc triển khai một "Thử nghiệm thống nhất" quốc tế để đánh giá đồng thời một số ứng viên vắc xin đạt thử nghiệm lâm sàng Giai đoạn II-III. "Thử nghiệm thống nhất để điều trị" là một thử nghiệm lâm sàng giai đoạn III-IV đa quốc gia do WHO và các đối tác tổ chức để so sánh bốn phương pháp điều trị chưa được thử nghiệm cho những người nhập viện với các trường hợp nghiêm trọng của bệnh COVID-19. Thử nghiệm được công bố vào ngày 18 tháng 3 năm 2020, và đến ngày 21 tháng 4 năm 2020, hơn 100 quốc gia đã tham gia. Ngoài ra, WHO đang điều phối một thử nghiệm quốc tế có đối chứng ngẫu nhiên nhiều địa điểm — thử nghiệm "Thống nhất cho vắc xin"—để cho phép đánh giá đồng thời lợi ích và rủi ro của các ứng cử viên vắc xin khác nhau trong các thử nghiệm lâm sàng ở các quốc gia có tỷ lệ bệnh COVID-19 cao, đảm bảo giải thích nhanh chóng và chia sẻ kết quả trên khắp thế giới. Liên minh vắc xin của WHO ưu tiên loại vắc xin nào sẽ được đưa vào thử nghiệm lâm sàng Giai đoạn II và III, đồng thời xác định các quy trình Pha III hài hòa cho tất cả các vắc xin đạt được giai đoạn thử nghiệm quan trọng.
Liên minh Đổi mới Chuẩn bị Phòng chống Dịch (CEPI), gom được 2 tỷ đô la Mỹ trên toàn thế giới để đầu tư và phát triển nhanh chóng các ứng cử viên vắc xin, chỉ ra vào tháng 4 năm 2020 rằng vắc xin có thể được cung cấp theo các quy trình sử dụng khẩn cấp trong vòng chưa đầy 12 tháng hoặc vào đầu năm 2021.

### UNESCO
Ấn bản thứ bảy của Báo cáo Khoa học của UNESCO, theo dõi chính sách khoa học và quản trị trên toàn thế giới, đang được chuẩn bị khi đại dịch COVID-19 bắt đầu. Do đó, báo cáo ghi lại một số cách mà các nhà khoa học, nhà phát minh và chính phủ đã sử dụng khoa học để đáp ứng nhu cầu của xã hội trong giai đoạn đầu của đại dịch. Trong bài luận Đại dịch COVID-19 tiết lộ gì về bối cảnh đang phát triển của lời khuyên khoa học, các tác giả đưa ra năm nghiên cứu điển hình tại các quốc gia (Uruguay, Sri Lanka, Jamaica, Ghana và New Zealand). Các tác giả kết luận, "Lời khuyên khoa học hiệu quả và đáng tin cậy không chỉ đơn giản là một chức năng của mối liên kết với nhà hoạch định chính sách. Nó cũng liên quan đến một cuộc trò chuyện hiệu quả với các bên liên quan và công chúng."
Theo Tổ chức Y tế Thế giới, trong đại dịch COVID-19, châu Phi đã đóng góp 13% công nghệ mới hoặc thích ứng trên toàn thế giới, trong các lĩnh vực như robot, in 3D và ứng dụng điện thoại di động, theo Tổ chức Y tế Thế giới. Nhiều quốc gia đã đẩy nhanh quá trình phê duyệt các đề xuất dự án nghiên cứu. Ví dụ, vào đầu tháng 4 năm 2020, các cơ quan đổi mới của Argentina, Brazil và Uruguay đều đã phát động các cuộc gọi nghiên cứu với quy trình phê duyệt được đẩy nhanh. Hai cơ quan đổi mới của Peru đã rút ngắn thời gian phản hồi của chính họ xuống còn hai tuần, được ghi lại trong Báo cáo Khoa học của UNESCO (năm 2021).
Nghiên cứu của UNESCO về xu hướng xuất bản của 193 quốc gia về chủ đề vi rút mới hoặc tái xuất hiện có thể lây nhiễm sang con người trong phạm vi thời gian từ năm 2011 đến năm 2019, hiện cung cấp cơ sở cho tình trạng của nghiên cứu đó trước đại dịch COVID-19. Số lượng toàn cầu về chủ đề rộng lớn này chỉ tăng 2% mỗi năm từ năm 2011 đến năm 2019, chậm hơn so với xuất bản khoa học toàn cầu nói chung. Tốc độ tăng trưởng nhanh hơn nhiều ở các quốc gia riêng lẻ vốn phải sử dụng khoa học để đối phó với các đợt bùng phát virus khác trong thời kỳ này, chẳng hạn như Liberia giải quyết virus Ebola hoặc Brazil giải quyết bệnh sốt Zika. Với bằng chứng khoa học trước đây đã được kích hoạt lại, vẫn còn phải xem liệu bối cảnh khoa học sau COVID-19 có chuyển sang cách tiếp cận chủ động trong lĩnh vực khoa học sức khỏe hay không.

### Phòng thí nghiệm quốc gia và liên chính phủ
Các phòng thí nghiệm khoa học liên bang của Bộ Năng lượng Hoa Kỳ như Phòng thí nghiệm Quốc gia Oak Ridge (ORNL) đã đóng cửa tất cả các khách tham quan và nhiều nhân viên, với các nhân viên và nhà khoa học không cần thiết phải làm việc tại nhà nếu có thể. Các nhà thầu cũng nên cách ly các cơ sở và nhân viên của họ trừ khi cần thiết. Hoạt động tổng thể của ORNL vẫn không bị ảnh hưởng.
Phòng thí nghiệm quốc gia Lawrence Livermore đã được Đội đặc nhiệm Coronavirus của Nhà Trắng giao nhiệm vụ sử dụng hầu hết khả năng siêu máy tính của mình để nghiên cứu sâu hơn về dòng virus, các đột biến có thể xảy ra và các yếu tố khác, đồng thời tạm thời giảm bớt các dự án khác hoặc trì hoãn chúng vô thời hạn.
Phòng thí nghiệm Sinh học Phân tử Châu Âu đã đóng cửa tất cả sáu địa điểm trên khắp Châu Âu (Barcelona, Grenoble, Hamburg, Heidelberg, Hinxton và Rome). Tất cả các chính phủ chủ nhà của EMBL đã áp dụng các biện pháp kiểm soát nghiêm ngặt để đối phó với coronavirus. Nhân viên EMBL đã được hướng dẫn để làm theo lời khuyên của chính quyền địa phương. Một số nhân viên đã được ủy quyền tham dự các địa điểm để cung cấp các dịch vụ thiết yếu như bảo trì các cơ sở động vật hoặc dịch vụ dữ liệu. Tất cả các nhân viên khác đã được hướng dẫn ở nhà. EMBL cũng đã hủy bỏ tất cả các lượt truy cập vào các địa điểm của các nhóm không phải là nhân viên. Điều này bao gồm việc tham gia thực tế vào chương trình Khóa học và Hội nghị tại Heidelberg, các khóa Đào tạo EMBL-EBI, và tất cả các hội thảo, khóa học khác và các chuyến thăm công khai tại tất cả các địa điểm. Trong khi đó, Viện Tin học Sinh học Châu Âu đang tạo ra Nền tảng Dữ liệu COVID-19 Châu Âu để trao đổi dữ liệu/thông tin. Mục tiêu là thu thập và chia sẻ dữ liệu nghiên cứu sẵn có nhanh chóng để cho phép hiệp đồng, thụ tinh chéo và sử dụng các bộ dữ liệu đa dạng với các mức độ tổng hợp, xác nhận và / hoặc đầy đủ khác nhau. Nền tảng được dự kiến bao gồm hai thành phần được kết nối, Trung tâm dữ liệu SARS-CoV-2 tổ chức luồng dữ liệu trình tự bùng phát dịch SARS-CoV-2 và cung cấp chia sẻ dữ liệu mở toàn diện cho cộng đồng nghiên cứu châu Âu và toàn cầu, và một Cổng thông tin COVID-19.

### Tổ chức Khí tượng Thế giới
Tổ chức Khí tượng Thế giới bày tỏ lo ngại về ảnh hưởng của đại dịch đối với hệ thống quan sát của họ. Các quan sát từ chương trình Chuyển tiếp Dữ liệu Khí tượng Máy bay, sử dụng các phép đo trên chuyến bay từ đội bay của 43 hãng hàng không, đã giảm từ 50% đến 80% tùy thuộc vào khu vực. Dữ liệu từ các hệ thống tự động khác hầu như không bị ảnh hưởng, mặc dù WMO bày tỏ lo ngại rằng việc sửa chữa và bảo trì có thể bị ảnh hưởng. Các quan sát thủ công, chủ yếu từ các nước đang phát triển, cũng giảm đáng kể.